# Бесси (фильм)
«Бесси» (англ. Bessie) — американский телевизионный фильм производства HBO, премьера которого состоялась 16 мая 2015 года. Режиссёром и сценаристом фильма выступила Ди Рис. Фильм рассказывает о жизни легендарной исполнительницы блюза Бесси Смит, которая прошла путь от бедного члена труппы артистов водевилей до статуса самой популярной блюзовой певицы 1920-х и 1930-х годов. Роль Бесси исполнила Куин Латифа, тогда как Мо’Ник сыграла Ма Рейни, её наставника в начале карьеры. В фильме также задействованы Ханди Александер, Майкл Кеннет Уильямс, Тика Самптер и Майк Эппс в основных ролях второго плана.
Фильм получил похвалу от критиков как за режиссуру, так и актёрские работы Латифы, Мо’Ник и Александер. Проект получил двенадцать номинаций на премию «Эмми» в 2015 году.

## В ролях
- Куин Латифа — Бесси Смит
- Мо’Ник — Ма Рейни
- Майкл Кеннет Уильямс — Джек Джи, муж Бесси
- Ханди Александер — Виола,старшая сестра Бесси
- Тика Самптер — Люсиль, танцовщица и любовница Бесси
- Майк Эппс — Ричард, бутлегер и любовник Бесси
- Тори Киттлз — Кларенс, старший брат Бесси
- Оливер Платт — Карл Ван Вехтен
- Брайан Гринберг — Джон Хэммонд
- Чарльз С. Даттон — Уильям Рейни